# 法蘭西喜劇院
法蘭西喜劇院（法語：Comédie-Française）是法國的一個國立劇團，並且也可以指該劇團的位於巴黎皇家宮殿內的演出劇場黎塞留大厅（salle Richelieu）。劇團創建於1680年。1930年代之後，法蘭西喜劇院的劇團經常在外國演出。

## 外部連結

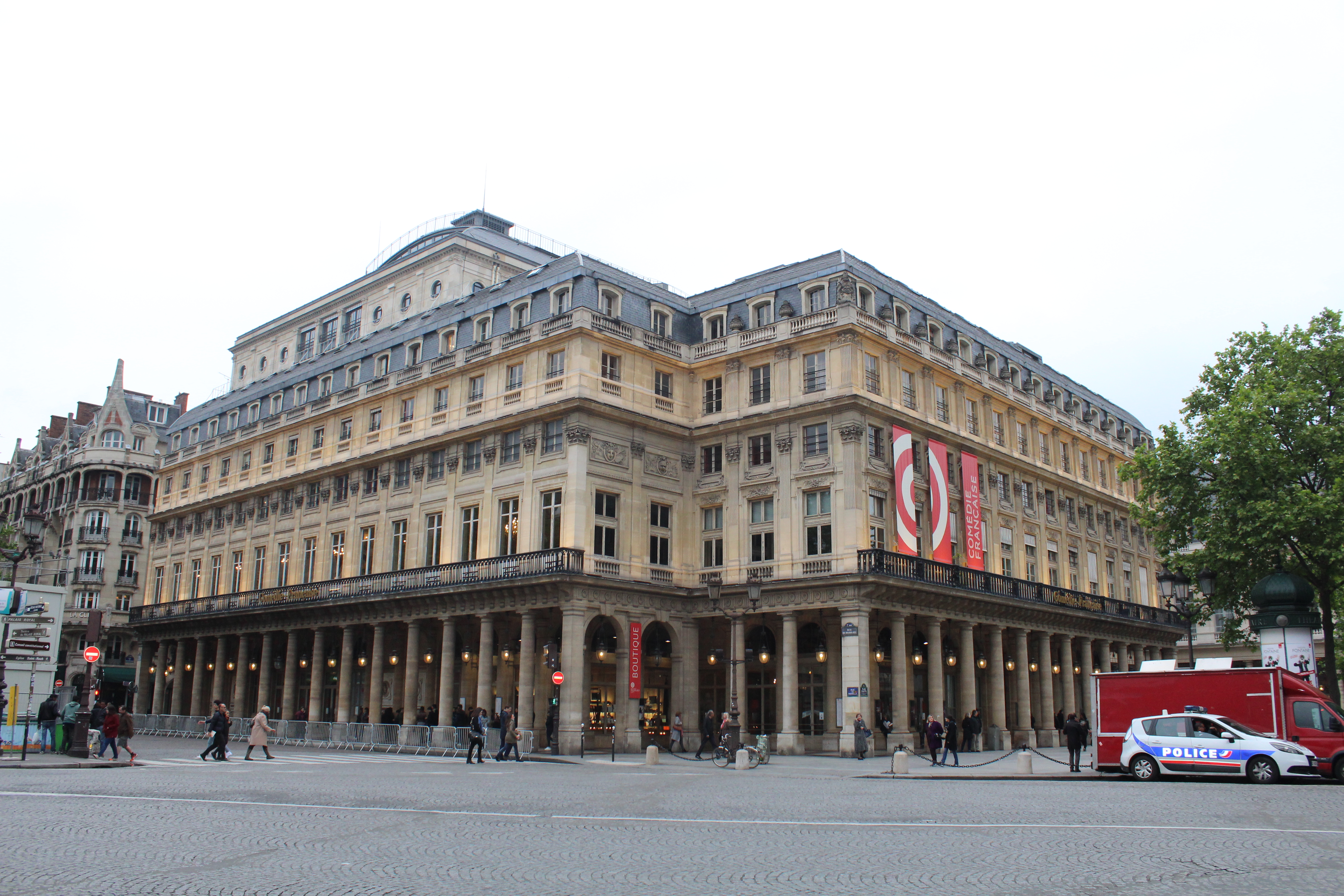
法蘭西喜劇院

- Comédie-Française's website （页面存档备份，存于）